# Église Sainte-Anne de Vienne
 (juin 2023).
Si vous disposez d'ouvrages ou d'articles de référence ou si vous connaissez des sites web de qualité traitant du thème abordé ici, merci de compléter l'article en donnant les références utiles à sa vérifiabilité et en les liant à la section « Notes et références ».
L'église Sainte-Anne de Vienne est une église catholique romaine, située dans l'arrondissement d'Innere Stadt, dans la rue d'Annagasse (de).

## Histoire

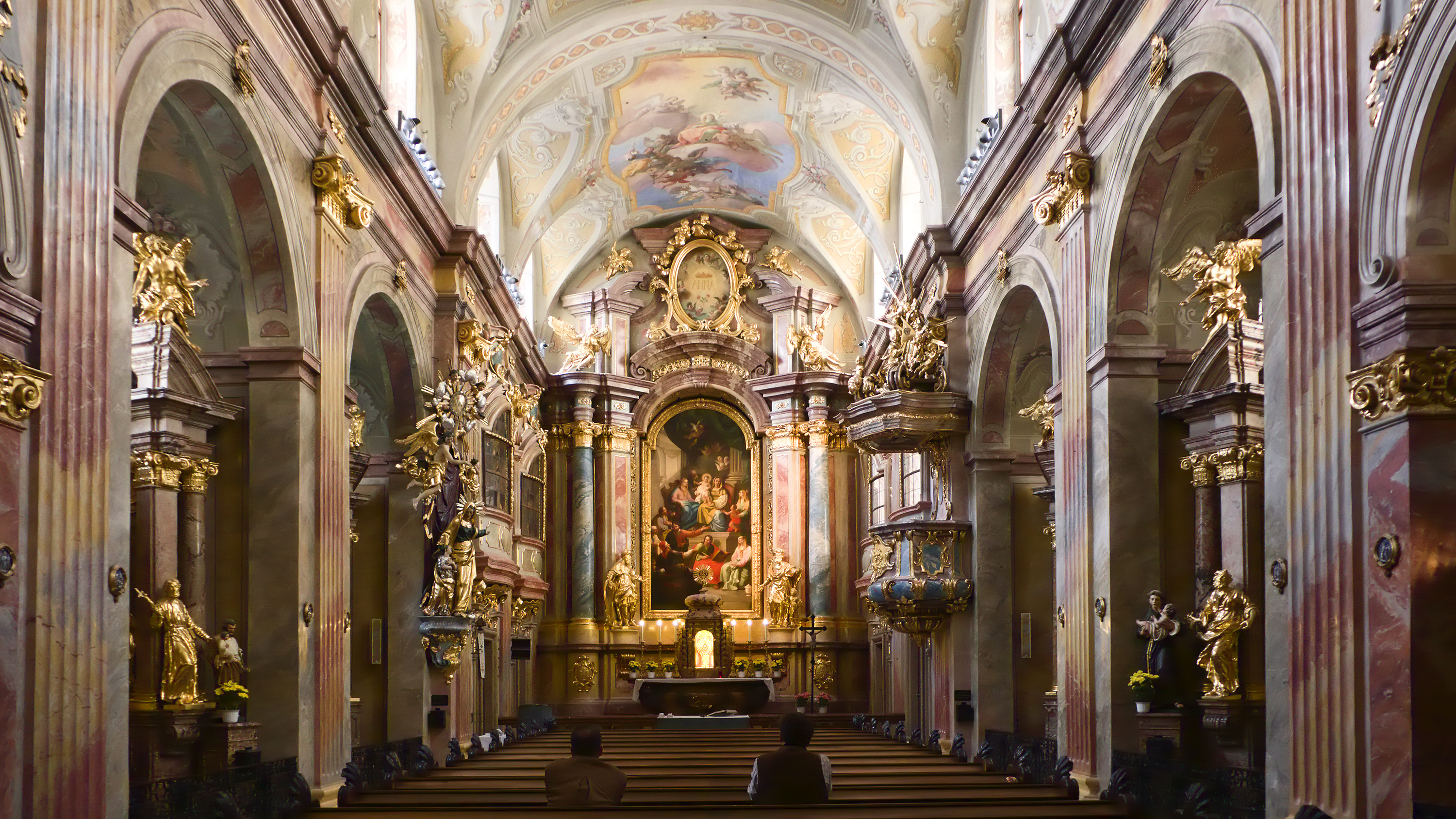
Intérieur de l'église

En 1415, la Viennoise Elisabeth Wartenauer achète le terrain du 37 Kärntner Straße, où se trouvent quelques habitations. Elle fait construire une maison et un hôpital pour les pèlerins. Un siècle plus tard, l'église Sainte-Anne est élevée comme une église de style gothique tardif, sans ailes et avec quatre travées, des contreforts et une tourelle sur le toit du pignon ouest ; elle est inaugurée en 1518. En 1531, les bâtiments sont remis aux Clarisses, en remplacement de leur couvent à Albertinaplatz. En 1582, l'empereur Rodolphe II donne les bâtiments voisins aux Jésuites qui y établissent un noviciat de 1627 au 1629. De 1629 à 1633, l'église Sainte-Anne est transformée en église baroque, le chœur, la tourelle et les voûtes gothiques sont abattus, deux ailes la relient au noviciat. Des chapelles sont faites entre les contreforts, on bâtit un clocher à l'est du chœur et une salle en sous-sol. Le 20 novembre 1633, l'église est inaugurée en la présence de Ferdinand II.

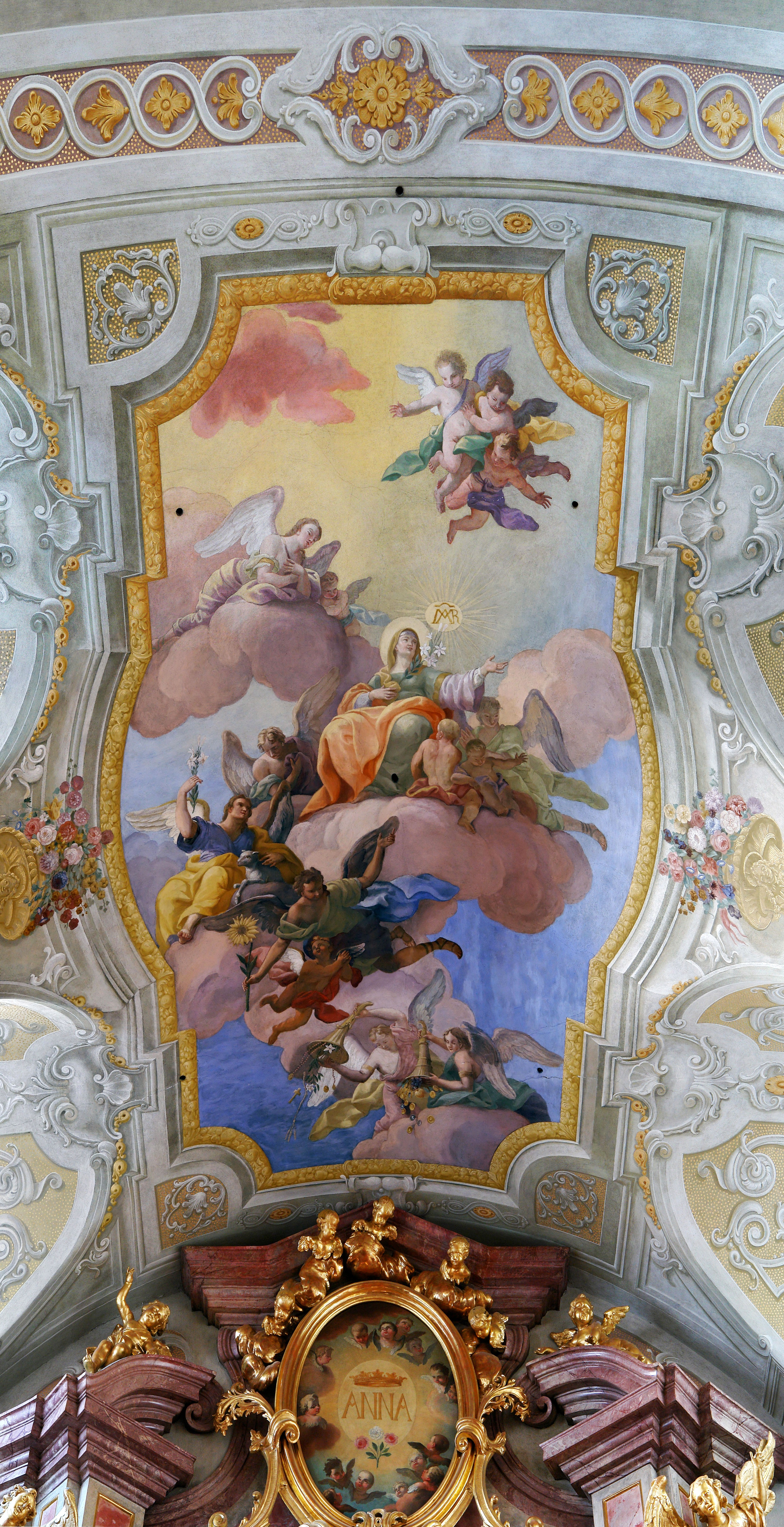
Fresques attribuées à Daniel Gran.

En 1694, une confrérie de Sainte-Anne se met en place et élève une chapelle à François Xavier en 1696 qui est devenue aujourd'hui la chapelle Sainte-Anne. En 1716, l'église est complètement rénovée sous la direction de Christoph Tausch. Le 25 juin 1747, la foudre incendie le clocher et le toit de l'église. La voûte est assez intacte, une reconstruction du toit est rapide, le 26 juillet, jour de la Sainte-Anne, la messe est célébrée en présence de Marie-Thérèse d'Autriche. Le clocher est fait en 1748, la noirceur disparaît en 1751, Le Grand, ou pense-t-on Daniel Gran, peint les fresques baroques au plafond, le retable est créé. En 1840, Franz Geyling rénove ces fresques en leur donnant des couleurs plus sombres.
En 1773, l'ordre jésuite est dissout. L'église Sainte-Anne est sécularisée, en 1783 des messes sont données en français. En 1774, le noviciat devient une école, de 1786 à 1876, il abrite l'académie des beaux-arts de Vienne. En 1887, ce bâtiment voisin est refondu, les deux couloirs qui amènent vers l'église sont démolis.
En 1897, les Oblats de Saint François de Sales s'installent dans l'église Sainte-Anne et en deviennent propriétaires dix ans plus tard. Depuis 1908, le Saint-Sacrement y est donné tous les jours, ainsi que la confession.
La restauration faite en 1969 et 1970 par le peintre Gustav Krämer enlève la précédente de Franz Geyling. Elle connaît une nouvelle restauration de 2003 à 2005 sous la direction du Bundesdenkmalamt (de).

## Source, notes et références
- (de) Cet article est partiellement ou en totalité issu de l’article de Wikipédia en allemand intitulé « Annakirche (Wien) » (voir la liste des auteurs).